# The Only Thing
The Only Thing is een Amerikaanse dramafilm uit 1925 onder regie van Jack Conway. In Nederland werd de film destijds uitgebracht onder de titel Het eene nodige.

## Verhaal
Prinses Thyra staat op het punt om te trouwen met de lelijke, oude koning van Chekia. De hertog van Chevenix wordt ook verliefd op haar. Intussen vindt er een opstand plaats in het land en de koning wordt vermoord. De rebellenleider Gigberto laat zijn oog vallen op prinses Thyra. De opstandelingen zijn van plan om hen beiden te vermoorden, maar de hertog neemt de plaats in van Gigberto. Het liefdespaar wordt net op tijd gered.

## Rolverdeling
| Acteur               | Personage                       |
| -------------------- | ------------------------------- |
| Eleanor Boardman     | Thyra, prinses van Svendborg    |
| Conrad Nagel         | Harry Vane, hertog van Chevenix |
| Edward Connelly      | Koning van Chekia               |
| Arthur Edmund Carewe | Gigberto                        |
| Louis Payne          | Charles Vane                    |
| Vera Lewis           | Prinses Erek                    |
| Carrie Clark Ward    | Prinses Anne                    |
| Constance Wylie      | Gravin Arline                   |
| Dale Fuller          | Gouverneursvrouw                |
| Ned Sparks           | Gibson                          |
| Mario Carillo        | Premier                         |
| David Mir            | Kaylkur                         |
| Mary Hawes           | Meid van Thyr                   |
| Michael Pleschkoff   | Advocaat                        |